# Jasper Pääkkönen
Joona Jasper Pääkkönen (* 15. července 1980, Helsinky) je finský herec. Světově se proslavil hlavně rolí Halfdana Černého v seriálu Vikingové. Po úspěchu v seriálu se objevil v několika amerických filmech, např. BlacKkKlansman (2018). Z jeho finských snímků lze vzpomenout dramata Zamrzlá země (2005), Matti (2006), v němž Pääkkönen ztvárnil finskou legendu skoků na lyžích Matti Nykänena, nebo Lví srdce (2013), za nějž získal finskou filmovou cenu Jussi za nejlepší mužský herecký výkon ve vedlejší roli. Ve Finsku se původně stal známý díky nekonečnému seriálu Salatut elämät.